# Pletholax gracilis
Pletholax gracilis là một loài thằn lằn trong họ Pygopodidae. Loài này được Cope mô tả khoa học đầu tiên năm 1864.